# Церкница (озеро)
Церкница (словен. Cerkniško jezero) — озеро в Словении, расположено на плато Карст, на территории общины Церкница области Нотраньска-Крашка. Известно своим пульсирующим режимом — карстовое поле периодически заполняется водой, которая весной или в начале лета «сливается» через карстовые воронки. Вокруг озера расположено несколько поселений (особенно с севера и востока), крупнейшее из которых — город Церкница с 3 тысячами жителей. Примерно в 10 км к западу от озера расположен город Постойна, известный карстовой пещерой Постойнска-Яма.

## Гидрология

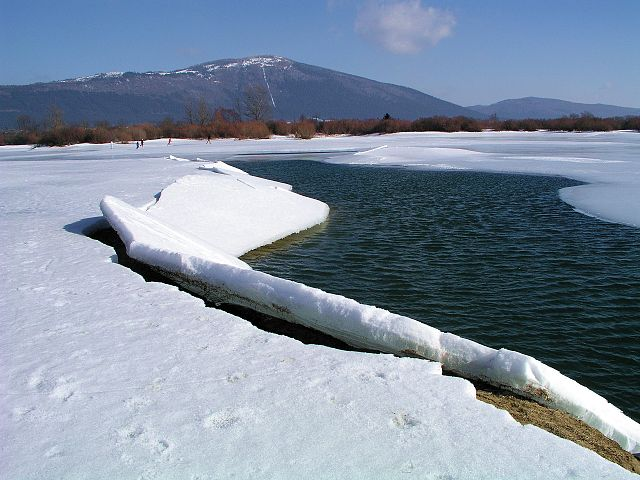
Озеро Церкница зимой, 2006 год

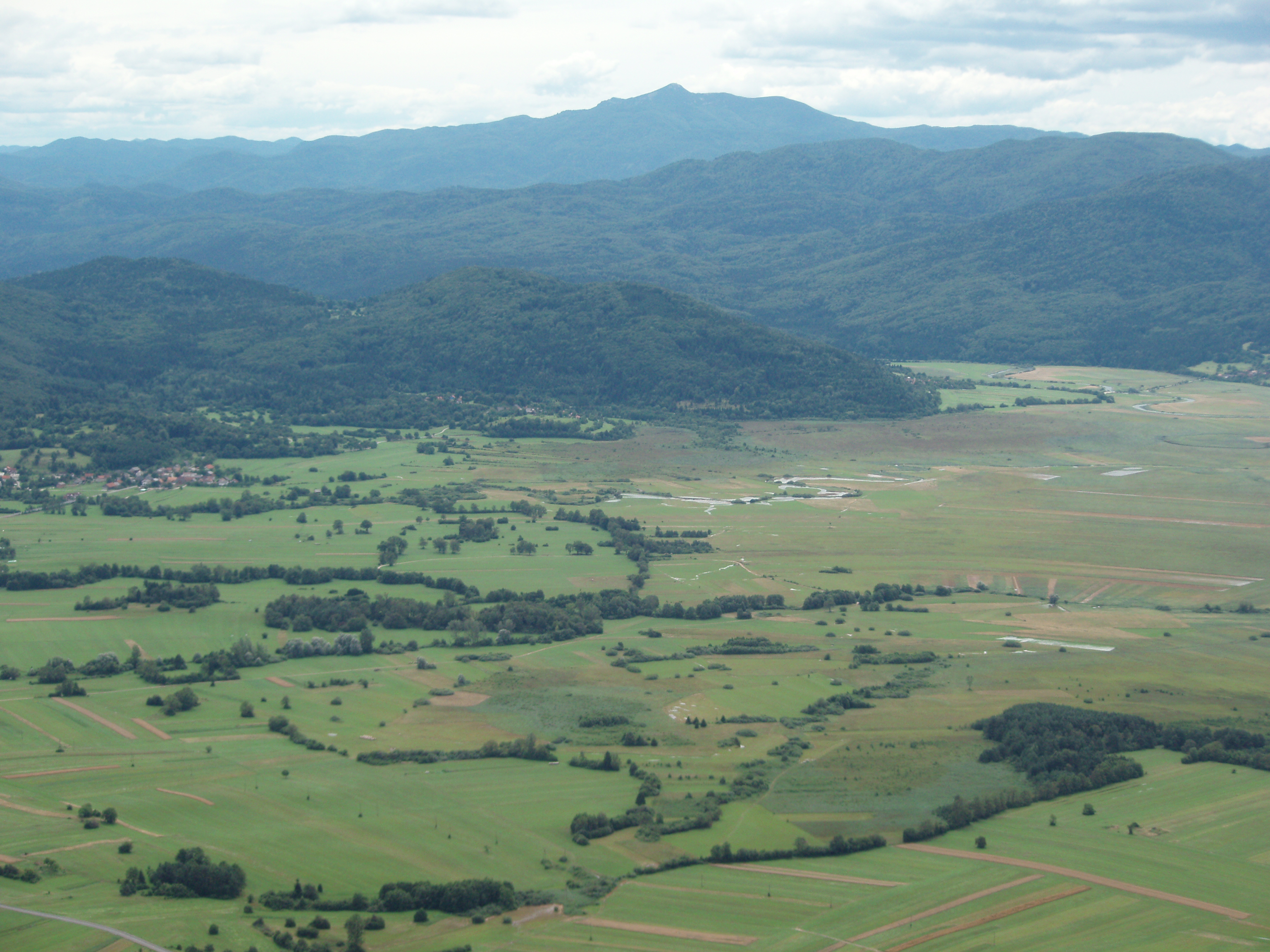
Карстовое поле озера Церкница, вид с севера

Озеро наполняется, когда вода из водоносного слоя и подземных ручьёв поднимается и изливается через расположенные на поле карстовые отверстия. Последующее уменьшение осадков и притока подземных вод заставляют воду стекать в пещеры Карста, изобилующие сталактитами и сталагмитами. В различные периоды годового цикла в зависимости от погоды в регионе бассейн озера может быть практически полностью сухим и полностью заполненным. В начале лета, как правило, открытой воды в водоёме немного. В августе крестьяне косят травяные луга на бывшем дне озера и используют траву в качестве корма для скота. Осенью поле заполняется дождевой водой, особенно с юго-западной стороны, а весной пополняется талыми водами. В исторические времена озеро ни разу не разливалось на северо-восточную часть поля, земля которой очень плодородна, чем отличается от остальных областей карстового плато.
Высота уровня воды в озере изменяется на 7 м (от 546 до 553 м над уровнем моря). При высокой воде озеро имеет размеры 10×5 км и площадь 30 км², что делает его в эти периоды крупнейшим озером страны (крупнейшее постоянное озеро — Бохиньско). Часть стекающей из озера воды выходит на поверхность в виде истоков реки Любляницы.

## Флора и фауна
На озере Церкница имеются большие заросли тростника и осоки, а также обширные влажные луга. В восточной части присутствуют остатки болота.
Воздействие человека на представителей фауны озера невелико. В Церкнице водится рыба, кроме того оно является важным местом гнездования многих видов птиц, в том числе находящегося под угрозой коростеля. Всего в районе озера было зафиксировано 230 видов птиц, включая белоглазого нырка и орлана-белохвоста.

## История

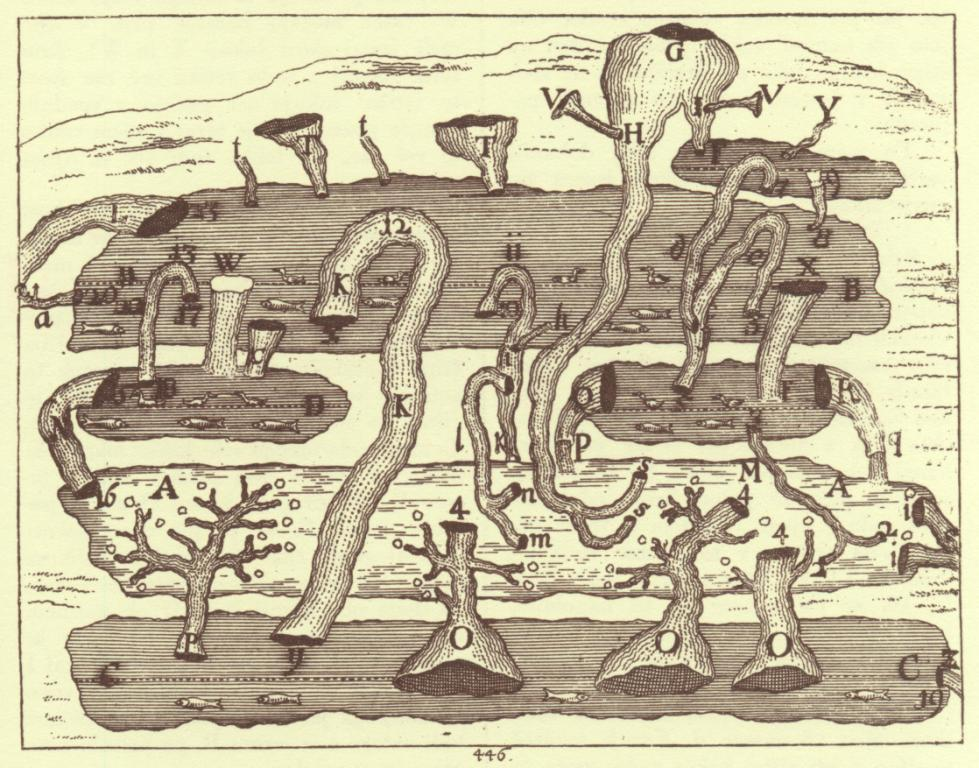
Гидравлическая модель озера, созданная в 1689 году Янезом Вальвазором

Озеро было известно уже в античности, о нём писал древнегреческий географ Страбон. В своём труде «География» (7.5) он упоминает «марши, называемые Лугеон» (греч. helos Lougeon kaloumenon), которые были идентифицированы как озеро Церкница. Название Lougeon является переложением Страбоном на греческий язык местного топонима, возможно иллирийского происхождения, который позднее перешёл в латинский язык как Lugeum.
Всемирную известность Церкница получила, когда пульсирующий механизм был впервые описан словенским учёным-универсалом Янезом Вальвазором (1641—1693). Это описание, за которое его приняли в Лондонское королевское общество, было включено в его основной труд «Слава герцогства Крайны» (нем. Die Ehre deß Herzogthums Crain).
В настоящее время район озера является популярным местом отдыха. В зависимости от уровня воды на озере можно заниматься рыбалкой, спелеологией, виндсёрфингом, плаванием и катанием на коньках.